# Terrazza dei Tesori
La Terrazza dei Tesori era una serie di piccoli edifici a forma di tempio situati sul lato nord della Altis o santuario nel sito di Olimpia in Grecia. Tutti tranne due sono stati eretti da coloni greci per memorizzare preziosi ex voto.

## La terrazza

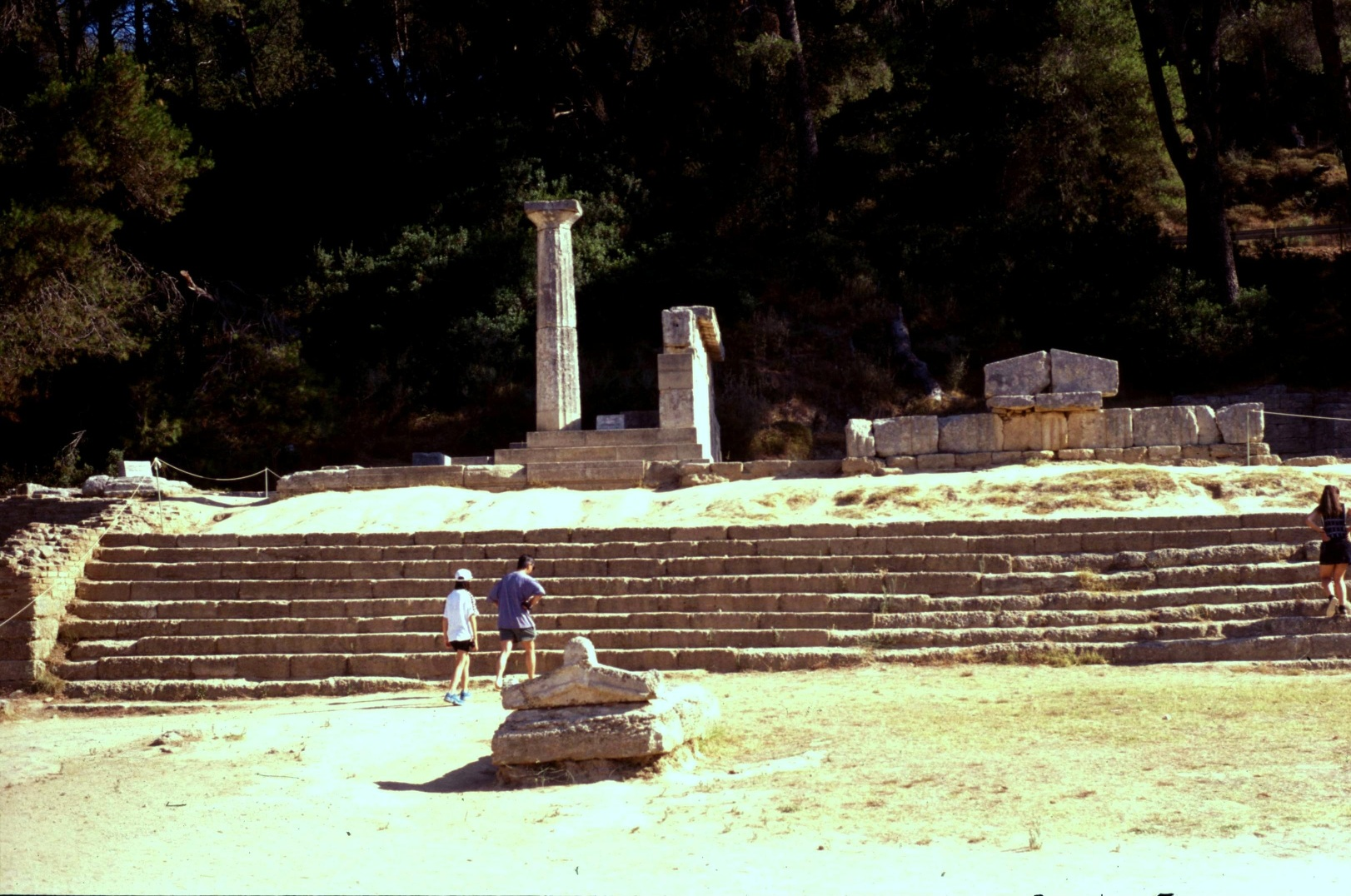
La terrazza dei tesori

La sua costruzione risale all'inizio del VI secolo a.C. Per le colonie greche del Mediterraneo occidentale, situate lontano dalle loro metropoli, il legame più unificante era la loro fede nel grande dio Zeus adorato specialmente ad Olimpia, al quale era necessario periodicamente offrire sacrifici per onorarlo e avere il suo favore. Siccome per le cerimonie sacrificali erano necessari recipienti e utensili adatti e preziosi, oltre a un luogo sicuro per tenerli, sorse l'idea della costruzione delle varie camere dei Tesori, che a spese di ogni città furono erette ai piedi del monte Cronio. Dei dodici tesori costruiti solo dieci sono stati identificati, da ovest ad est sono stati dedicati da: Sicione, Siracusa, Epidamno, Bisanzio, Sibari, Cirene, Selinunte, Metaponto, Megara e Gela. Il tesoro meglio conservato e più antico è quello dedicato da Sicione. Pausania cita dieci dei dodici che esistevano perché quando visitò Olimpia, due degli edifici del complesso sarebbero stati distrutti per far posto al sentiero che portava dal Santuario al Monte Cronio.
Il Drees osserva che con la costruzione dei loro rispettivi tesori, le varie colonie volevano anche adempiere ad un dovere devozionale, raggiungere fama e notorietà politica davanti ai loro concittadini d'origine. Quindi, tutte le polis (città) che le costruirono erano di popolazione Dorica, poiché Olimpia era il principale Santuario dei Dori.
Negli edifici della Terrazza dei Tesori non dovevano essere conservati oggetti artistici di grande valore, ma è anche molto probabile che nelle casse dei loro recinti si depositassero somme considerevoli dalle varie offerte fatte a Zeus e al resto delle divinità onorate nell'Altis. Quindi, come afferma Drees, Olimpia deve essere diventata un importante centro finanziario, che ha contribuito alla sua reputazione e al suo potere, come dimostra il fatto che la Lega del Peloponneso durante la guerra del Peloponneso aveva aiuti finanziari dei capi Elei.

## L'architettura
Architettonicamente i Tesori sono stati costruiti mantenendo un ordine precostituito. Generalmente offrivano l'aspetto di un tempietto con due colonne sul davanti che formavano una specie di anticamera e che conteneva un arco e un frontone sullo stesso ingresso. Alcuni dei frontoni erano decorati con rilievi e gruppi scultorei.
Lo spazio interno, ad eccezione di quello di Gela, aveva una forma rettangolare e consisteva in un'unica camera in cui tutti gli oggetti preziosi venivano depositati e custoditi, e se venivano lasciati all'aperto, erano in pericolo di deterioramento, perdita o furto.
Tutti i piccoli edifici erano stati rialzati su una specie di terrazzo a tre metri sopra il livello medio dell'Altis, che era formato da gradini di pietra porosa che avrebbero dovuto essere costruito dopo i tesori, probabilmente nell'anno 330 Sullo sfondo, un muro delimitava le camere della base del Monte Cronio che, oltre a servire per impedire i trascinamenti di terra e le frane, chiudeva l'eventuale ingresso al Santuario in quel punto. È stato anche costruito in una data successiva al complesso principale.

## I tesori

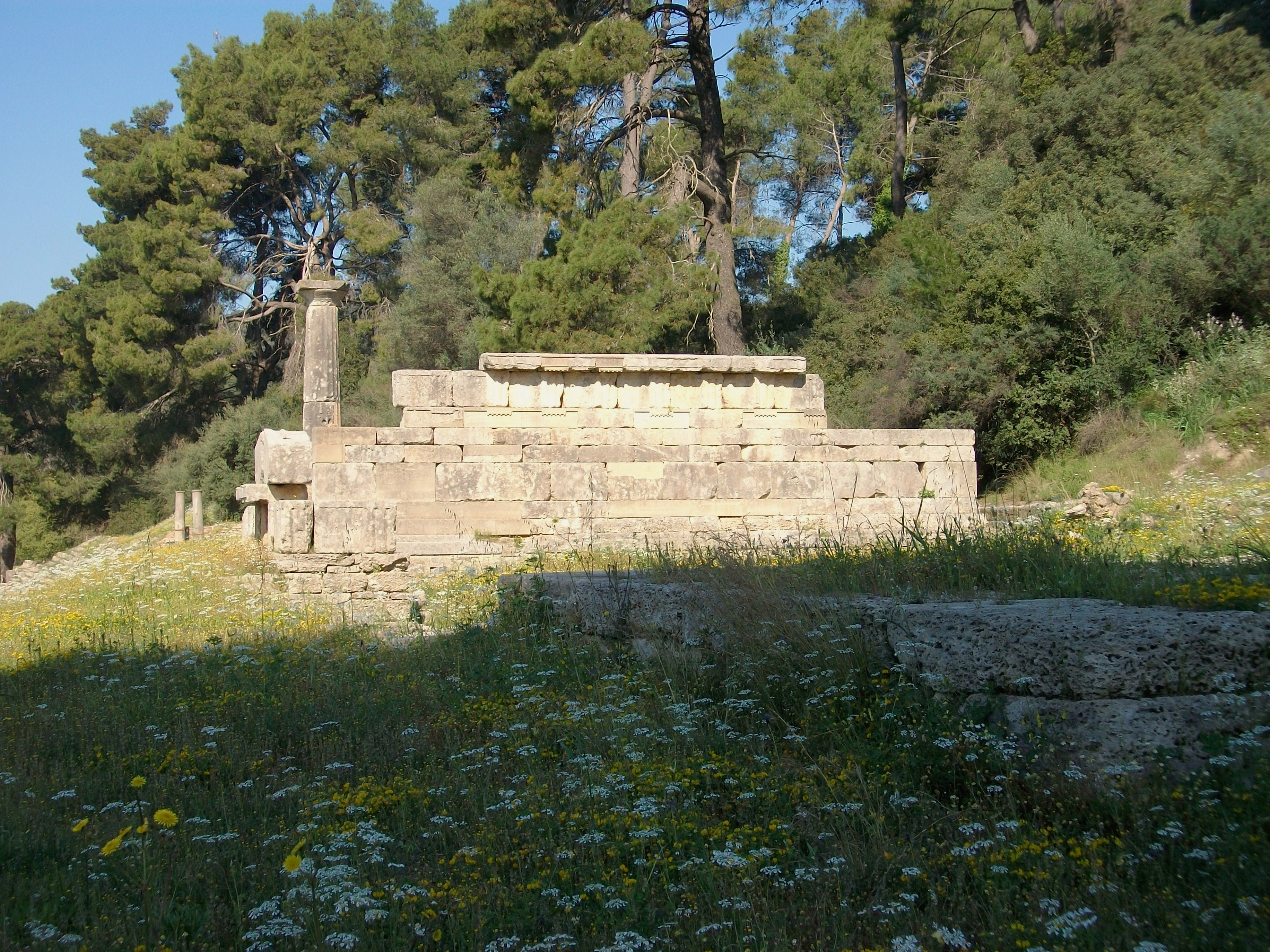
Tesoro di Sicione

### Tesoro di Sicione
Il tesoro di Sicione venne eretto tra la fine del VI secolo e l'inizio del V secolo a.C. È l'edificio di cui sono stati conservati più resti. Il tesoro era l'offerta di Mirone, tiranno di Sicione. Era fatto di pietra calcarea, con un soffitto di marmo interno, un lusso che a Olimpia aveva solo il Tempio di Zeus Olimpico.
Le sue dimensioni interne erano 6,40 metri di larghezza per 11,78 metri di profondità. Le colonne della facciata misuravano 3,85 m.
Pausania descrive vari oggetti nella stanza del tesoro: "Ci sono tre dischi che vengono usati per la prova del pentathlon. C'è anche uno scudo di bronzo che adornato con dipinti all'interno, un elmo e alcuni schinieri con lo scudo. Tra le armi è inscritto che sono quelli offerti dai mioni come primizia a Zeus... C'è anche la spada di Pelope con l'elsa d'oro, un corno di Amaltea, offerta di Miltiade". Alla fine egli riferisce di aver visto "una statua di Apollo in bosso con la testa incolta, offerta dai Locresi, opera di Patrocle, figlio di Catilo di Crotone".

### Tesoro di Siracusa

La Terrazza dei Tesori è sulla mappa tra il Monte Cronio e i numeri 7 e 8. Sono numerati da sinistra a destra da I a XII: I Tesoro di Sicione. II Tesoro di Siracusa. III Epidamno. IV Bisanzio. V Sibari. VI Cirene: IX Selinunte. X Metaponto. XI Megara. XII Gela. Il numero VII e VIII corrisponde a un tesoro non identificato.

Per la costruzione del loro tesoro, i siracusani si procurarono il materiale di base costituito da pietra bianca proveniente da Siracusa. A causa della forma dell'edificio e della sua enclave, sembra che sia stato eretto sfruttando uno spazio intermedio lasciato vuoto, ed è probabile che la sua struttura sia stata demolita prima che fosse eretto il muro di protezione posteriore.

### Tesoro di Epidamno
È stato creato da Pirro e dai suoi figli Lacrate e Ermone. Si diceva che tenesse come le offerte del mondo tenuto da Atlante e Eracle, il melo, l'albero delle Esperidi, con un serpente attorcigliato al melo, fatto di legno di cedro.

### Tesoro di Cirene
In quella di Cirene c'erano statue di imperatori romani.

### Tesoro di Megara
Contava su una Gigantomachia artistica, le cui figure erano dipinte di blu e le armi usate, in rosso.
Sul tesoro dei megaresi, Pausania fornisce una descrizione dettagliata. Evidenzia l'esistenza di piccole figure di cedro intarsiate d'oro, che rappresentavano la battaglia di Eracle contro Acheloo. Lì appaiono Zeus, Deianira, Acheloo, Eracle e Ares che succedono ad Acheloo. C'era anche una statua di Atena come alleata di Eracle, ma quando Pausania li vide, era vicino alle Esperidi dell'heraion.
Nel frontone del tesoro è scolpita la guerra dei giganti e degli dei. Sopra il frontone c'è uno scudo che mostra i megaresi che hanno dedicato il tesoro quando hanno sconfitto i Corinzi.

### Tesoro di Metaponto
Costruito accanto al Tesoro di Selinunte, contiene una rappresentazione di Endimione in avorio, ad eccezione del vestito. Polemone di Ilio riferisce che in questo tesoro c'erano molte tazze di diversi tipi, d'oro e argento. Pausania ignora il motivo della distruzione del Tesoro. Sottolinea che a suo tempo solo un teatro e una parte del recinto del muro sono rimasti in piedi a Metaponto.

### Tesoro di Gela
Il Tesoro di Gela o Geloón offerto dai cittadini di Gela era il Tesoro incentrato nell'estremo est della Terrazza nelle immediate vicinanze con il passaggio di ingresso allo Stadio di Olimpia. Era forse l'edificio più completo e meglio costruito di tutti, e aveva un'anticamera. La sua costruzione originale che avrebbe dovuto aver luogo nel VI secolo a.C., era orientato a ovest e in tempi successivi e in seguito alla necessità di allineare tutti gli edifici che si trovavano sul terrazzo quando fu disegnato, fu cambiato l'ingresso del Geloón, che era orientato a sud, dotandolo di un portico. Pausania vide l'iscrizione dedicatoria dell'edificio in cui erano conservate una serie di statue di cui non ne era rimasta nessuna.

### Tesoro di Bisanzio e Sibari
I sibariti costruirono il loro tesoro che è vicino a quello dei Bizantini. Bisanzio, insieme al tesoro di Cirene ed Epidamno erano gli edifici più ornati con rappresentazioni scultoree nei loro rispettivi frontoni.